# Enzo Sereni
Enzo Sereni (Roma, 17 aprile 1905 – Dachau, 18 novembre 1944) è stato un attivista, partigiano, scrittore, sionista italiano, cofondatore del kibbutz Givat Brenner, letterato, sostenitore della coesistenza tra ebrei e arabi. Combattente della Resistenza, fu paracadutato nell'Italia occupata dai Nazisti durante la seconda guerra mondiale; catturato dai tedeschi, fu successivamente ucciso nel campo di concentramento di Dachau.

## Biografia
Nato a Roma, i genitori Samuele Sereni e Alfonsa Pontecorvo erano esponenti dell'alta borghesia ebraica romana. Suo padre era il medico del Re d'Italia, suo zio Angelo presidente della comunità ebraica romana. Enzo era il secondo di tre fratelli: il primo, Enrico, uno scienziato legato ai movimenti antifascisti di “Giustizia e Libertà” e morto suicida in giovane età, il terzo Emilio, senatore della Repubblica italiana, partigiano e militante comunista. Le vicende della famiglia Sereni sono rievocate nel romanzo Il gioco dei regni di Clara Sereni (Firenze, Giunti Gruppo Editoriale, 1993), terzogenita di Emilio.
Sereni era diventato sionista da ragazzo, e fu uno dei primi sionisti italiani. Sereni sposò Ada Ascarelli, anch'essa di famiglia ebraica benestante, a Roma, dove nacque la primogenita Hana. Dopo avere conseguito la laurea all'Università di Roma, fece aliyah verso il Mandato britannico della Palestina nel 1927. Lavorò nell'aranceto a Rehovot e prestò aiuto a costruire il kibbutz di Givat Brenner dove nacquero la secondogenita Hagar e il terzo figlio Daniel. Già un entusiasta socialista, Sereni fu anche attivo nel sindacato dell'Histadrut. Era un pacifista che sostenne la co-esistenza con gli arabi e l'integrazione delle società ebraiche e arabe.
Sereni fu mandato in Europa negli anni dal 1931 al 1934 per aiutare a portare la gente in Palestina attraverso la aliyah e fu arrestato per breve tempo dalla Gestapo. Aiutò a organizzare il movimento Hechalutz nella Germania nazista ed anche a contrabbandare persone e denaro fuori dalla Germania. Si recò anche negli Stati Uniti d'America per aiutare ad organizzare il locale movimento sionista. Durante la seconda guerra mondiale, fece parte del British Army e avviò propaganda anti-fascista in Egitto. Fu quindi incaricato dagli inglesi in Iraq, ove passò parte del suo tempo ad organizzare aliyah clandestine. Ebbe problemi con i superiori del British Army per i suoi piani sionistici e fu imprigionato per poco tempo per la contraffazione di passaporti.

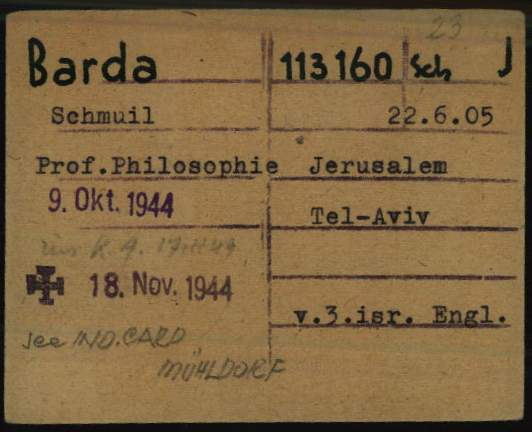
Scheda di registrazione di “Schmuil (cioè Samuel) Barda”, falso nome di Enzo Sereni, come prigioniero nel campo di concentramento nazista di Dachau.

Successivamente aiutò ad organizzare le unità paracadutistiche della britannica Special Operations Executive (SOE), che inviava agenti nell'Europa occupata. In particolare, Sereni ispirò - a Bari, dal gennaio 1944 - la creazione di un'unità dell'Agenzia ebraica che aveva lo scopo di aiutare ed eventualmente salvare gli ebrei che si trovavano nei territori occupati dai nazisti. Di circa 250 reclute volontarie circa 110 furono selezionate per addestrarsi e 33 furono paracadutate in Europa, compreso Sereni, malgrado la sua età relativamente avanzata. Il 15 maggio del 1944 fu paracadutato nell'Italia settentrionale sotto il falso nome di Samuel Barda ma fu catturato immediatamente a Maggiano di Lucca. Condotto a Verona, fu torturato e rinchiuso nelle celle ricavate nei sotterranei del palazzo dell'INA, diventato sede del SD (il servizio segreto delle SS).
Fu trasferito al campo di transito di Bolzano il 25 agosto 1944 e detenuto nel blocco E, recintato col filo spinato perché riservato ai prigionieri politici considerati più pericolosi, come riportato da Vittore Bocchetta in 1940-1945 Quinquennio Infame, Verona, Edizioni Gielle, 1991. Fu quindi deportato a Dachau il 5 ottobre 1944 dove fu sottoposto a uno speciale regime di rigore. Un sopravvissuto facente parte dello stesso trasporto, Raffaele Capuozzo, in una testimonianza filmata rilasciata all'archivio storico della città di Bolzano, ha raccontato la tempra di Sereni a Dachau: “Il capo-lager venne con un elenco e chiamò fuori Samuel Barda, capitano paracadutista inglese. Parlò in tedesco, non so cosa disse. Cominciò a sferrargli pugni sulla faccia e questo capitano, che sarà stato alto un metro e 55, non si mosse, rimase sull'attenti imperterrito come se gli facessero delle carezze”. Immatricolato a Dachau con il nome Shmuel Barda e con il numero 113160, Sereni fu condotto il 17 novembre 1944 in una cella speciale di punizione per essere interrogato e, secondo la documentazione, fucilato il 18 novembre 1944.
Altri martiri famosi che furono paracadutati in Europa con l'unità dell'Agenzia ebraica furono Hannah Szenes e Haviva Reik. Il kibbutz Netzer Sereni porta il suo nome.
Un capitolo del saggio sulla storia dei sionisti italiani Una terra per rinascere. Gli ebrei italiani e l'emigrazione in Palestina prima della Guerra (1920-1940), di Arturo Marzano, Milano, Marietti, 2003, è dedicato a Sereni.

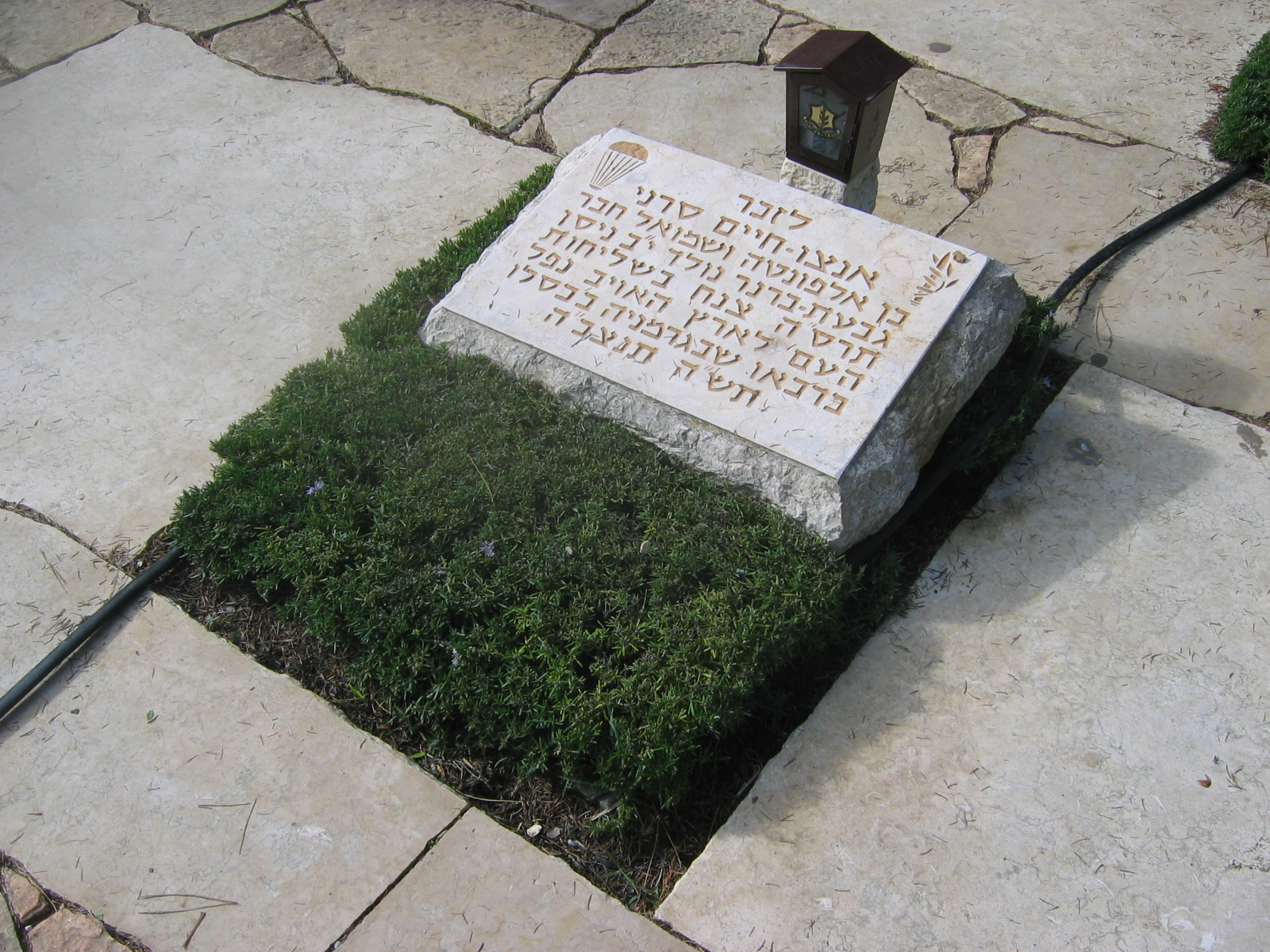
Targa per Enzo Sereni in Monte Herzl in Gerusalemme.

## Opere
Enzo Sereni è stato traduttore, autore di articoli, saggi e volumi di storia del pensiero religioso e di storia contemporanea. Prima della aliyah in Palestina, ha pubblicato articoli sul settimanale Israel.
- S. Bernfeld, Storia della letteratura ebraica antica, traduzione autorizzata di E. Sereni. Torino, Bocca, 1926;
- E. Sereni, Towards a new orientation of Zionist policy, in id. ed E. Ashery (cur.), Jews and arabs in Palestine. Studies in a National and Colonial Problem. New York, Hechalutz Press, 1936;
- I. Romano [E. Sereni], La questione ebraica. Tel Aviv, Cooperative printing Hapoel-Hazair, 1939;
- Enzo Sereni. Vita e brani scelti. Milano, Gruppo sionistico milanese, Hechaluz Keren Kajemeth le-Israel, 1947;
- E. Sereni, Le origini del fascismo, a cura di Y. Viterbo, introduzione di M.G. Meriggi, postfazione di D. Bidussa. Scandicci (FI), La Nuova Italia, 1998;
- E. Sereni, Emilio Sereni, Politica e utopia. Lettere 1926-1943, a cura di D. Bidussa e M.G. Meriggi. Milano, La Nuova italia, 2000;
- E. Sereni, A Roma dopo le leggi razziali, in A. Cavaglion, G. P. Romagnani, Le interdizioni del Duce. Le leggi razziali in Italia. Torino, Claudiana, 2002.